# Sigaren voor de sjeik
Sigaren voor de sjeik is een  stripverhaal uit de reeks van Jerom. Het verscheen in 1971.

## Locaties
- Sigarenwinkel, boot, woestijn, fort Choekroet

## Personages
- Jerom, Odilon, grootvizier, buikdanseres, sjeik, nomaden, verkoopster in sigarenwinkel, Arabieren, visser, Achmed, karavaan, soldaten.

## Het verhaal
Een grootvizier brengt klapsigaren mee voor zijn sjeik en moet nog tien kistjes halen. Hij wil een grap uithalen bij de stamhoofden. De dag erna is Jerom in de sigarenwinkel als een man binnenstormt en vertelt dat de doosjes met sigaren met dynamiet gevuld waren. Jerom biedt aan om de Arabier te zoeken om een ramp te voorkomen. Jerom en Odilon vliegen met de motor een boot achterna en Jerom vertelt het verhaal aan een Arabier. Deze man vertelt een valse sjeik wat er aan de hand is en die ziet kans om al het land van de grootvizier in handen te krijgen met behulp van deze sigaren. Jerom wordt met gas verdoofd en overboord gegooid, maar komt aan wal met behulp van een vriendelijke visser.
Jerom helpt Achmed, een jongetje wiens ezel enkele potten heeft stukgemaakt en hiervoor wordt gestraft door een effendi. Jerom gaat naar het vliegveld en krijgt een vliegtuig om naar de nomadensjeik te gaan. Achmed waarschuwt Jerom dat er bommen aan boord van het vliegtuig zijn, maar het is te laat. Jerom komt na de ontploffing in de woestijn terecht en dit gebeurt ook met de mannen die hij achtervolgt. Zij hebben geen benzine meer en het vliegtuig stort neer in de woestijn. Jerom ontmoet een karavaan en hoort dat de mannen per trein verder de woestijn in zijn gegaan. Fort Choekroet is bezet door mannen van de valse sjeik.
Jerom loopt verder naar het fort en komt met behulp van een list binnen. Hij vindt een lorry en gaat hiermee de woestijn in. De soldaten volgen in tanks, maar Jerom kan ze verslaan. De grootvizier komt met de trein in een zandstorm terecht en de mannen van de valse sjeik helpen hem uitgraven. Ze hebben opdracht om de grootvizier veilig thuis te laten komen, zodat de sigaren bezorgd zullen worden. Als dank geeft de grootvizier een sigaar aan een van de mannen en deze wordt opgestoken. Dan beseft de man dat er dynamiet in de sigaar zit en hij gooit hem weg. Jerom komt met zijn lorry en deze wordt door de ontploffing vernield. De trein komt inmiddels de stad in en de grootvizier gaat te voet verder en komt bij het kamp van de sjeik. Hij vertelt dat hij onderweg geholpen is door mannen van de andere sjeik. De stamhoofden komen naar het kamp en de grootvizier krijgt opdracht om de trein terug te brengen naar het fort. Jerom ziet de trein en stopt hem, hij vertelt dat er dynamiet in de sigaren is verstopt. De grootvizier schrikt en gaat met Jerom terug naar het kamp. Jerom grijpt de tent met daarin de rokende mannen en gooit ze in de oase, zodat de sigaren worden gedoofd.
Jerom wordt na zijn verklaring bedankt door de sjeik. Hij blijft een paar dagen in het kamp en gaat dan terug naar huis. De valse sjeik wacht nog lange tijd op het geluid van ontploffende sigaren.